# Frank Brownlee
Frank Brownlee (Dallas, 11 ottobre 1874 – Los Angeles, 10 febbraio 1948) è stato un attore statunitense.
Ha ricoperto principalmente ruoli del sergente o del capo polizia burbero, dato il suo sguardo marcatamente incisivo e il corpo tarchiato. Si ricordano i ruoli nei film di Laurel & Hardy Con amore e fischi (1927), Il compagno B (1932), Guerra ai ladri (1933).

## Filmografia parziale
- Home, regia di Oscar C. Apfel (1911)
- The Fireman & the Girl, regia di Leopold Wharton e Theodore Wharton (1914)
- The Stolen Birthright, registi vari (1914)
- The Inspirations of Harry Larrabee, regia di Bertram Bracken (1917)
- Mentioned in Confidence, regia di Edgar Jones (1917)
- The Martinache Marriage, regia di Bert Bracken (1917)
- The Little Pirate, regia di Elsie Jane Wilson (1917)
- $5,000 Reward, regia di Douglas Gerrard (1918)
- The Vanity Pool, regia di Ida May Park (1918)
- Brass Buttons, regia di Henry King (1919)
- Miss Adventure, regia di Lynn Reynolds (1919)
- Desert Gold, regia di T. Hayes Hunter (1919)
- La baia della morte (Shore Acres), regia di Rex Ingram (1920)
- I pirati del Pacifico (Under Crimson Skies), regia di Rex Ingram (1920)
- L'uomo che osò (The Man Who Dared), regia di Emmett J. Flynn (1920)
- The Hole in the Wall, regia di Maxwell Karger (1921)
- Boston Blackie, regia di Scott Dunlap (1923)
- The Social Highwayman, regia di William Beaudine (1926)
- King of the Pack, regia di Frank Richardson (1926)
- Wanted: A Coward, regia di Roy Clements (1927)
- Con amore e fischi (With Love and Hisses), regia di Fred Guiol (1927) - non accreditato
- Marinai in guardia (Sailors, Beware!), regia di Hal Yates (1927) - non accreditato
- Una famiglia di matti (Call of the Cuckoo), regia di Clyde Bruckman (1927) - non accreditato
- I detective pensano? (Do Detectives Think?), regia di Fred L. Guiol (1927) - non accreditato
- La stella della Taverna Nera (Her Man), regia di Tay Garnett (1930) - non accreditato
- L'ultima carovana (Fighting Caravans), regia di Otto Brower e David Burton (1931) - non accreditato
- Il compagno B (Pack Up Your Troubles), regia di George Marshall e Raymond McCarey (1932) - non accreditato
- Guerra ai ladri (The Midnight Patrol), regia di Lloyd French (1933) - non accreditato
- Un sentiero nel deserto (The Desert Trail), regia di Lewis D. Collins (1935) - non accreditato
- La valle dei monsoni (Three Faces West), regia di Bernard Vorhaus (1940) - non accreditato
- Arizona, regia di Wesley Ruggles (1940) - non accreditato
- La valle dei forti (Trail of the Vigilantes), regia di Allan Dwan (1940) - non accreditato
- Gangs of Sonora, regia di John English (1941) - non accreditato
- Man from Cheyenne, regia di Joseph Kane (1942) - non accreditato
- South of Santa Fe, regia di Joseph Kane (1942) - non accreditato
- Romance on the Range, regia di Joseph Kane (1942) - non accreditato
- I dominatori (In Old California), regia di William C. McGann (1942) - non accreditato
- Sons of the Pioneers, regia di Joseph Kane (1942) - non accreditato
- Shadows on the Sage, regia di Lester Orlebeck (1942) - non accreditato